# منتخب أنتيغوا وباربودا لكرة القدم للسيدات

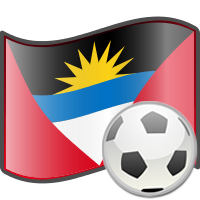

منتخب أنتيغوا وباربودا الوطني لكرة القدم للسيدات (بالإنجليزية: Antigua and Barbuda women's national football team)‏ هو ممثل أنتيغوا وباربودا الرسمي في المنافسات الدولية في كرة القدم للسيدات، يديريه اتحاد أنتيغوا وباربودا لكرة القدم.